# Ricardo Montaner
Ricardo Montaner (nascido como Hector Eduardo Reglero Montaner em 8 de setembro de 1957) é um cantor e compositor venezuelano.
Nascido na Argentina, Ricardo Montaner mudou-se para a Venezuela, onde se naturalizou, ainda na infância acompanhado de seus pais. Iniciando sua carreira no final dos anos 70, ele já lançou mais de 15 álbuns com vários singles de sucesso e mais de 22 milhões de unidades vendidas.

## Biografia
Héctor Ricardo Eduardo Reglero Montaner, nascido em 8 de setembro de 1957 em Buenos Aires, Argentina, é conhecido no mundo artístico como Ricardo Montaner. Desde jovem, mostrou inclinação pela música, inicialmente participando do coro de sua igreja e depois em agrupações locais com amigos, como Los Correcaminos e Scala, explorando gêneros de rock e pop. 
Ao chegar à adolescência, Montaner compôs sua primeira canção, "Noches de primavera", inspirado em seu primeiro relacionamento amoroso com Ana Vaz, com quem posteriormente se casaria, tendo como fruto desta união seus dois filhos mais velhos, Alejandro Manuel e Héctor Eduardo, que também mostraram interesse pela música.
Em 1973, aos 16 anos, Montaner integrou-se como baterista a uma banda de rock de Maracaibo chamada Scala. No entanto, uma eventualidade durante uma apresentação, na qual o vocalista principal adoeceu, permitiu a Montaner ocupar o posto de cantor. Aos 17 anos, dentro desta agrupação, teve a oportunidade de conhecer o produtor musical ítalo-venezuelano Roberto Luti, que apreciou seu talento.
Com a ajuda de Luti e um grupo de amigos, decidiram que Montaner deveria adotar um nome artístico, optando por mudar seu nome de Héctor para Ricardo, e utilizando o sobrenome materno Montaner.
Nos anos seguintes, Montaner começou a explorar seu talento vocal em diversas celebrações familiares, interpretando baladas enquanto cursava estudos de jornalismo. Em 1974, participou do Festival Internacional da Canção de Trujillo no Peru, um evento que lhe permitiu compartilhar palco com vários artistas locais.
Montaner lembra com certo humor sua primeira gravação, mencionando que é um disco que conserva para compartilhar com amigos próximos. Esta experiência foi um ponto de inflexão que lhe permitiu entender que desejava dedicar-se à música de maneira profissional.
Roberto Luti desempenhou um papel importante nos primeiros passos de sua carreira, ajudando-o a gravar vários discos em formato de 45 rpm, sendo o primeiro gravado em 1976, com as músicas "Mares" e "Júrame" em seus lados A e B, respectivamente.
A primeira apresentação de uma música em público foi no Festival de Ancón no Peru, com a música "Murallas", onde obteve o quarto lugar. A partir daí, Montaner dedicou-se a aperfeiçoar sua técnica vocal e a participar de diversos eventos e festivais, o que lhe permitiu ganhar experiência e reconhecimento gradual no meio musical. Esta fase inicial foi essencial para estabelecer as bases do que mais tarde seria uma carreira musical estendida.

## Discografia
| Ano  | Título                                                        |
| ---- | ------------------------------------------------------------- |
| 1978 | Mares                                                         |
| 1983 | Cada día                                                      |
| 1986 | Ricardo Montaner                                              |
| 1988 | Ricardo Montaner 2                                            |
| 1989 | Un toque de misterio                                          |
| 1991 | En el último lugar del mundo                                  |
| 1992 | Los hijos del sol                                             |
| 1994 | Una mañana y un camino                                        |
| 1995 | Viene del alma                                                |
| 1997 | Es así                                                        |
| 1999 | Con la London Metropolitan Orchestra                          |
| 2001 | Sueño repetido                                                |
| 2002 | Suma                                                          |
| 2003 | Para meus amigos                                              |
| 2003 | Prohibido olvidar                                             |
| 2004 | Ricardo Montaner con la London Metropolitan Orchestra, Vol. 2 |
| 2005 | Todo y nada                                                   |
| 2007 | Las mejores canciones del mundo                               |
| 2007 | Las mejores canciones del mundo II - Y algunas mías...        |
| 2009 | Las cosas son como son                                        |
| 2012 | Viajero frecuente                                             |